# Arnold Gehlen
Arnold Gehlen (ur. 29 stycznia 1904 w Lipsku, zm. 30 stycznia 1976 w Hamburgu) – niemiecki filozof i socjolog.

## Życiorys
Studiował w Lipsku i Kolonii. Po habilitacji uzyskanej w 1930 roku wykładał (obejmując kolejno katedry filozofii, psychologii i socjologii) na uniwersytetach we Frankfurcie, Königsbergu (Królewcu) i Wiedniu. W roku 1933 wstąpił do Narodowosocjalistycznej Niemieckiej Partii Robotników, a 1943 roku został wcielony do Wehrmachtu. Po denazyfikacji uczył na uczelni w Spirze, a następnie, w latach 1962–1969, na politechnice w Akwizgranie.

## Poglądy i koncepcje
Na jego myśl największy wpływ wywarli Hans Driesch, Nicolai Hartmann a szczególnie Max Scheler. Jest jednym z głównych przedstawicieli antropologii filozoficznej. W 1940 roku ogłosił drukiem ważną w jego dorobku pracę Der Mensch. Seine Natur und seine Stellung in der Welt (Człowiek. Jego natura i miejsce w świecie). Wywarł wpływ na wielu współczesnych, niemieckich myślicieli konserwatywnych. Wiele jego koncepcji takich jak Reizüberflutung (przeciążenie sensoryczne), deinstytucjonalizacja, post-historia zdobyły sobie popularność w Niemczech. Był ostrym krytykiem ruchów protestacyjnych jakie rozwinęły się w latach 60. Uważał, że człowiek jest nacechowany brakiem i niedostatkiem, w związku z czym musi zostać utrzymana opieka państwa nad nim. Państwo powinno jednocześnie dać mu pewien zakres swobody, w którym będzie się mógł rozwijać. Krytykował ruchy antypaństwowe lat 60., jako wymierzone przeciwko samemu człowiekowi.

## Tłumaczenia prac na j. polski
- W kręgu antropologii i psychologii społecznej, przedmowa Zbigniew Kuderowicz, Warszawa 2001, Spółdzielnia Wydawnicza „Czytelnik”, seria Nowy Sympozjon, ISBN 83-07-02835-3 (Anthropologische und sozialpsychologische Untersuchungen 1986 – poprawiona edycja publikacji Anthropologische Forschung 1961 i Die Seele im Technischen Zeitalter 1957)
- Człowiek. Jego natura i środowisko w świecie, przeł. Rafał Michalski, Jarosław Rolewski; rozdział 44 Elżbieta Paczkowska-Łagowska, Wydawnictwo Naukowe UMK, Toruń 2017.